# Цитбальче
Цитбальче́ (исп. Dzitbalché) — город в Мексике, в штате Кампече, входит в состав одноимённого муниципалитета и является его административным центром. Численность населения, по данным переписи 2020 года, составила 13 208 человек.

## Общие сведения
Название Dzitbalché с майяского языка можно перевести как: ветка лонхокарпуса.
Цитбальче́ был основан в период 1443—1445 годах, после падения Майяпана.
В 1768 году в поселении началось строительство церкви Пресвятой Богородицы.
11 октября 1901 года Цитбальче́ получил статус вильи, а 1 октября 2001 года — статус города.

## Население
| Год  | Численность | Численность |
| ---- | ----------- | ----------- |
| 2000 | 10 123      | [ 6 ]       |
| 2005 | 10 951      | [ 7 ]       |
| 2010 | 11 686      | [ 8 ]       |
| 2020 | 13 208      | [ 9 ]       |